# Château de Wildenfels
Le château de Wildenfels (Schloß Wildenfels) est un château saxon situé sur les hauteurs de Wildenfels, près de Zwickau.

## Historique

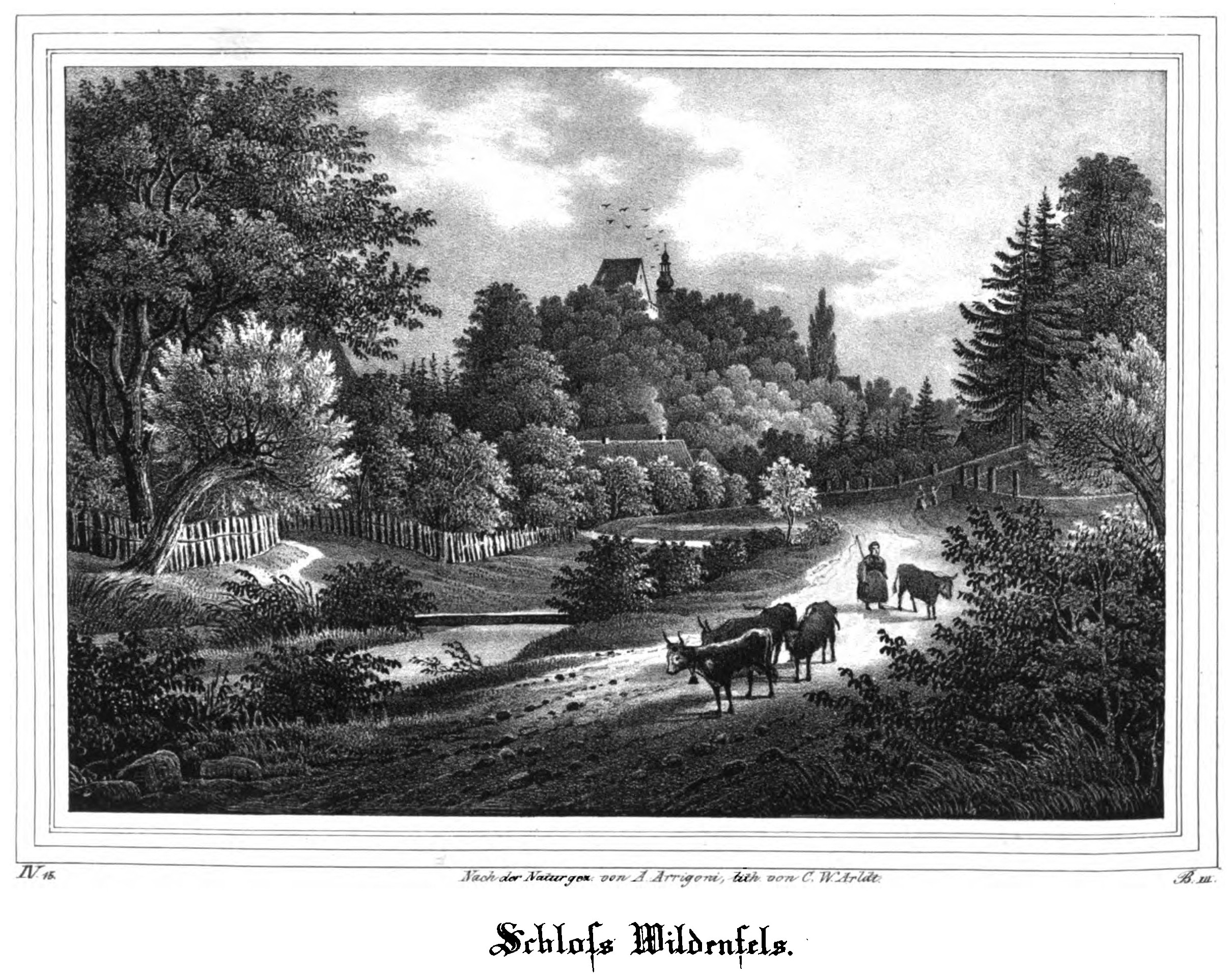
Le château de Wildenfels en 1839.

Un château fort est construit par les seigneurs de Wildenfels à partir de 1200. Il se situe à l'ouest de la colline. Les parties les plus anciennes y sont encore visibles. Ce sont les restes d'un logis seigneurial transformé plus tard en grange à grains. L'ensemble architectural tel qu'on peut le voir aujourd'hui a été bâti plus tard en grande partie à la Renaissance. Il comprend une chapelle, un corps de logis, des communs et diverses parties.
Le château est la propriété des comtes de Solms-Wildenfels de 1602 à 1945, date à laquelle ils en sont expulsés. Le château est ensuite transformé en logements sociaux. Il a été restauré dans les années 1990 et comprend des logements neufs, ainsi que des salons à louer. Il peut se visiter en partie.

## Source
- (de) Cet article est partiellement ou en totalité issu de l’article de Wikipédia en allemand intitulé « Schloss Wildenfels » (voir la liste des auteurs).